# Cambaridae
Los cambáridos (Cambaridae) son una familia de cangrejos de río, siendo de las tres familias existentes la que posee un mayor número de especies (más de 500). Los fósiles más antiguos de esta familia se encuentran en la Formación Morrison del Jurásico tardío ubicado en el oeste de América del Norte.

## Distribución
La mayoría de las especies de esta familia son originarias de Norteamérica, en concreto de la parte situada al este de la Gran Divisoria. Otras se extienden hacia el norte hasta Canadá. La distribución de especies por país muestra que 56 especies se encuentran en México, dos en Guatemala, una en Belice, una en Honduras y hasta cuatro en Cuba. Una de estas especies (Procambarus pilosimanus) se encuentra tanto en México, Guatemala y Belice, mientras que otra (Procambarus williamsoni) se encuentra en Guatemala y también en Honduras.
y hacia el sur hasta Guatemala y Honduras. Tres viven en la isla de Cuba. Las especies del género Cambaroides son las que se encuentran fuera de América del Norte, restringidas al este de Asia, incluyendo Japón. Algunas de las especies, incluidas las invasoras Procambarus clarkii y Faxonius rusticus, se han introducido en regiones muy alejadas de su área de distribución nativa. Por el contrario, muchas especies tienen áreas de distribución muy pequeñas y están seriamente amenazadas; algunas ya están extintas. 
Las especies de cambaridos mexicanos son el producto de dos invasiones desde los Estados Unidos. Un grupo incluye varios linajes Procambarus que se extendieron hacia el sur a lo largo de la vertiente del Golfo de México por los lagos volcánicos del este de Puebla hasta el Pacífico y otro grupo del género Cambarellus se extendió hacia el sur llegando al centro norte de México a través de paleolagos que desde entonces se han secado. Algunas especies se distribuyen en el norte de Florida, sur de Illinois y Texas. Los patrones de distribución mostrados por varios subgéneros de Procambarus en México reflejan su expansión hacia el sur en una serie de pasos geográficos. Los grupos del centro de los Estados Unidos llegaron al norte de Veracruz, al centro oeste de México en el distrito lacustre central de Michoacán y, a través del centro de Veracruz, llegaron al sur hasta Guatemala y Honduras.

## Origen
Un estudio molecular de 2006 sugirió que la familia Cambaridae puede tener origen parafilética, con la familia Astacidae anidada dentro de ella. El estado de conservación del género Cambaroides sigue sin estar claro. 